# أمير سوليمانوفيتش
أمير سوليمانوفيتش (بالفنلندية: Emir Sulejmanović) مواليد 13 يوليو 1995 في البوسنة والهرسك، هو لاعب كرة سلة فنلندي. بدأ مسيرته الاحترافية في سنة 2012. يلعب مع نادي سيبونا لكرة السلة. يحمل الرقم 22. يبلغ طوله 6 قدم 9 بوصة (2.1 م).

## المسيرة الاحترافية
لعب مع نادي أوليمبيا لكرة السلة من سنة 2011 إلى 2013، ثم لعب مع نادي برشلونة لكرة السلة في الدوري الإسباني من سنة 2013 إلى 2016، ثم لعب مع نادي سيبونا لكرة السلة في سنة 2016.

## روابط خارجية
- أمير سوليمانوفيتش على موقع الاتحاد الدولي لكرة السلة (الإنجليزية)
- أمير سوليمانوفيتش على موقع الدوري الأوروبي لكرة السلة (الإنجليزية)
- أمير سوليمانوفيتش على موقع الدوري الإسباني لكرة السلة (الإسبانية)
- أمير سوليمانوفيتش على موقع كرة السلة الأوروبية.كوم (الإنجليزية)
- أمير سوليمانوفيتش على موقع ريلجم (الإنجليزية)
- أمير سوليمانوفيتش على موقع بروبوليرز (الإنجليزية)
- أمير سوليمانوفيتش على موقع سبورتس رفرنس (الإنجليزية)